# Werewolf (альбом)
Werewolf — альбом группы Esthetic Education, вышел в 2007 году на лейбле «Navigator Records» при поддержке радио MAXIMUM.

## Список композиций
Автор текстов Луи Франк. Авторы музыки Луи Франк, Дмитрий Шуров, Юрий Хусточка.
1. Unbelievable
2. Crucify
3. Wind in the Willows
4. Regret
5. Mercury Rising
6. Shedry Schedryk
7. Ordinary Saturday
8. The King is Dead
9. Resonance
10. Butterfly
11. Broken Arrow
12. Werewolf
13. Vasil Vasiltsiv
14. Bonus track: Heidi (live)
15. Video: Unbelievable («Angel of Love» soundtrack)

## Участники записи
- Луи Франк — вокал, программирование, синтезатор
- Дмитрий Шуров — фортепиано, синтезатор, вибрафон, мандолина, программирование, перкуссия, фисгармония, металлофон
- Юрий Хусточка — бас, гитара, акустическая гитара, перкуссия, бэк-вокал, марксофон, мандолина
- Андрей Надольский — ударные
- Илья Галушко — гитара, бэк-вокал
- Дмитрий Флорович — коза-дуда
- Вадим Никитан — тромбон
- Виктор Маркович — аккордеон
- Каша Сальцова — вокал

### Дополнительные сведения
- Продюсирование: Франк, Шуров, Хусточка, Галушко.
- Запись: Brick Lane Studios (Лондон).
- Запись вокала: Wolf Studios (Брикстон, Лондон).
- Инженер звукозаписи: Dominic Brethes.
- Дополнительные записи: Sugar Studios (Киев).
- Звукоинженеры: Илья Галушко, Шерри Остропович.
- Сведение: Илья Галушко (Sugar Studios, Киев).
- Запись рояля: Церковь святого Петра (Лондон).
- Аранжировка струнных: Дмитрий Шуров.
- Запись струнных: Киевский дом звукозаписи.
- Звукоинженер: Олег Яшник («Студия 211»).
- Мастеринг: Гай Дэйви (The Exchange Mastering, Лондон).